# Список игроков мужской сборной СССР по волейболу
Всего в составе мужской сборной СССР по волейболу в официальных турнирах, проведённых в период с 1949 по 1992 годы под эгидой Международной федерации волейбола и Европейской конфедерации волейбола в рамках Олимпийских игр, чемпионатов мира, розыгрышей Кубка мира, розыгрышей Мировой лиги и чемпионатов Европы, выступал 141 волейболист.

## Игроки сборной СССР
Примечания:
1. После фамилии и имени указан клуб, за который играл спортсмен в период своего выступления за сборную СССР;
2. Далее указаны турниры, в которых спортсмен принимал участие (ОИ — Олимпийские игры, ЧМ — чемпионат мира, КМ — Кубок мира, МЛ — Мировая лига, ЧЕ — чемпионат Европы) и год (полужирным начертанием отмечен победный турнир сборной СССР).

### А
- Агаев Октай, «Буревестник» Б.: ЧЕ-58.
- Андреев Владимир, ДО Л., «Спартак» Л.: ЧЕ-51,55.
- Антонов Ярослав, «Динамо» МО, ЦСКА: ОИ-88, ЧМ-86,90, КМ-85,89, МЛ-90,92, ЧЕ-85,87.
- Антропов Олег, «Буревестник» А-А, «Радиотехник» Р.: ОИ-68, ЧМ-70, КМ-69.
- Арошидзе Юрий, «Спартак» Л.: ЧМ-60.
- Астанин Валерий, ЦСКА: ЧМ-70.
- Астафьев Владимир, СКВО Р/Д: ЧЕ-58.
- Ахвледиани Гиви, «Локомотив» Тб., ВВС: ЧМ-52, ЧЕ-51.

### Б
- Барчуков Фёдор, «Автомобилист» Л.: КМ-77.
- Белевич Александр, «Радиотехник» Р.: ЧМ-86, ЧЕ-83.
- Беляев Владимир, «Звезда» Луг.: ОИ-68, ЧЕ-67.
- Бойко Вячеслав, «Динамо» МО: МЛ-90.
- Борщ Виктор, ЦСКА: ОИ-72, ЧМ-74.
- Бугаенков Иван, СКИФ/«Радиотехник» Р.: ОИ-64,68, ЧМ-60,62,66, КМ-65, ЧЕ-63,67.
- Буробин Николай, ЦСКМО/ЦСКА: ОИ-64, ЧМ-60,62,66, КМ-65, ЧЕ-58,63.

### В
- Васильчиков Владимир, «Динамо» М.: ЧМ-49.
- Вейскоп Юрий, ОДО Рига: ЧЕ-55.
- Венгеровский Юрий, «Буревестник» Х.: ОИ-64, ЧМ-62,66, КМ-65, ЧЕ-58.
- Визжачёв Александр, «Спартак»/«Автомобилист» Л.: КМ-69, ЧМ-74.
- Вилде Раймонд, «Радиотехник» Р.: ОИ-88, ЧМ-86, КМ-85, ЧЕ-85,89.
- Воронин Порфирий, ДО/ВММА Л.: ЧМ-49,52, ЧЕ-50,51.
- Воронков Павел, «Локомотив» К.: КМ-81, ЧЕ-81.
- Воскобойников Дмитрий, «Буревестник» М.: ОИ-64, ЧМ-62,66, ЧЕ-63.

### Г
- Гайковой Геннадий, «Спартак» Л./СКА Л.: ЧМ-56,60,62, ЧЕ-58,63.
- Гайлит Владимир, ЦДКА/ЦДСА, ВВС: ЧМ-52, ЧЕ-50,51.
- Герасимов Виктор, «Локомотив» М.: ЧМ-60.
- Герасимов Николай, ЦСКМО: ЧЕ-55.
- Горбунов Сергей, «Динамо» МО: ОИ-92, КМ-91, МЛ-91,92, ЧЕ-91.
- Гордиенко Александр, ЦСКА: ЧЕ-87.
- Грибов Сергей, «Автомобилист» Л.: ЧМ-82, КМ-85, ЧЕ-85.

### Д
- Дилленбург Альберт, «Автомобилист» Л.: КМ-85, ЧЕ-83,85.
- Домани Вячеслав, ЦСКА: ОИ-72, ЧМ-70, ЧЕ-71.
- Дорохов Владимир, «Автомобилист» Л.: ОИ-76,80, ЧМ-78,82, КМ-77,81, ЧЕ-75,77,79,81.

### Е
- Ермилов Александр, «Автомобилист» Л.: ОИ-76,80, ЧМ-78, ЧЕ-75,77,79.

### Ж
- Жаворонков Аркадий, ДО Л.: ЧЕ-50.

### З
- Зайко Леонид, ЦСКА: ОИ-72, ЧМ-70,74, ЧЕ-71.
- Зайцев Вячеслав, «Автомобилист» Л.: ОИ-76,80,88, ЧМ-74,78,82,86, КМ-77,81,85, ЧЕ-75,77,79,81,83,85.
- Зайцев Игорь, «Локомотив» К.: МЛ-90.
- Закржевский Анатолий, «Буревестник» Од.: ЧМ-56, ЧЕ-58.
- Запорожец Олег, СКА РД: ЧЕ-71.

### И
- Иванов Александр, «Динамо» МО: КМ-85, ЧЕ-85.
- Иванов Владимир, «Локомотив» К.: ОИ-68, ЧМ-66,70, КМ-69, ЧЕ-67.

### К
- Калачихин Валерий, СКА РД.: ОИ-64, ЧЕ-63.
- Качарава Важа, «Буревестник» Тб., «Динамо» М.: ОИ-64, ЧМ-66, КМ-65, ЧЕ-63,67.
- Китаев Валентин, «Динамо» М.: ЧМ-49, ЧЕ-50,51.
- Коваленко Виталий, ЦСКА: ОИ-64, ЧМ-60,62, ЧЕ-63.
- Коваленко Юрий, «Буревестник» М.: ЧМ-66.
- Кондра Владимир, СКА РД, ЦСКА: ОИ-72,76,80, ЧМ-74,78, КМ-77,81, ЧЕ-71,75,77,79,81.
- Коровянский Юрий, «Шахтёр» Дц.: ОИ-92, КМ-91, МЛ-91,92, ЧЕ-91.
- Кошелев Евгений, СКИФ Р.: ЧМ-52.
- Кравченко Валерий, «Буревестник» А-А: ОИ-68,72, ЧМ-66,70, КМ-65,69, ЧЕ-67,71.
- Красильников Евгений, «Динамо» МО: ОИ-88,92, ЧМ-90, КМ-89,91, МЛ-90,91,92, ЧЕ-89,91.
- Кривов Валерий, «Звезда» Вш.: ОИ-80, ЧМ-78, ЧЕ-77.
- Кряков Олег, «Искра» Одинцово: МЛ-90, ЧЕ-89.
- Кузнецов Андрей, ЦСКА: ОИ-88,92, ЧМ-90, КМ-89, МЛ-90,91,92, ЧЕ-87,89,91.
- Кузнецов Юрий, «Автомобилист» Л.: КМ-81, ЧЕ-79,81.
- Кукарцев Сергей, «Искра» Одинцово, ЦСКА: КМ-91, МЛ-90.
- Куринный Владимир, «Динамо» М.: ЧМ-56.

### Л
- Лабуцкас Ян, «Радиотехник» Р.: ЧМ-62.
- Лапинский Евгений, «Буревестник» Од.: ОИ-68,72, ЧМ-66,70, КМ-65,69, ЧЕ-67,71.
- Лащёнов Фёдор, «Звезда» Вш.: ОИ-80, ЧМ-78, КМ-77, ЧЕ-77,79.
- Либинь Эдуард, ДО/СКА Р.: ЧМ-60, ЧЕ-55,58.
- Лиллепуу Яанус, «Радиотехник» Р.: ЧЕ-87.
- Литягин Валентин, «Буревестник» М.: ЧЕ-58.
- Лоор Вильяр, ЦСКА: ОИ-80, ЧМ-78,82, КМ-77,81, ЧЕ-75,77,79,81,83.
- Лосев Валерий, ЦСКА: ОИ-88, ЧМ-82,86, КМ-85,89, ЧЕ-85,87.
- Луцис Г., ДО Р.: ЧЕ-55.
- Люгайло Станислав, «Радиотехник» Р.: ОИ-64.

### М
- Макагонов Анатолий, «Буревестник» Б.: ЧМ-56.
- Мальцман Виктор, «Динамо» М.: ЧЕ-51.
- Матушевас Василиюс, «Буревестник» Х.: ОИ-68, КМ-69.
- Меркулов Вениамин, «Буревестник» М.: ЧЕ-63.
- Михальчук Виктор, «Буревестник» Од.: ОИ-68, КМ-65,69, ЧЕ-67.
- Михеев Николай, ДО Л.: ЧМ-49.
- Моисеенко Павел, «Локомотив» К.: ЧЕ-87.
- Мокрушев Владимир, «Звезда» Луг.: КМ-69.
- Молибога Олег, ЦСКА: ОИ-76,80, ЧМ-78,82, КМ-77,81, ЧЕ-77,79,81,83.
- Мондзолевский Георгий, «Буревестник» Од., ЦСКА: ОИ-64,68, ЧМ-56,60,62, ЧЕ-55,63,67.

### Н
- Наумов Игорь, «Искра» Одинцово: ЧМ-90, МЛ-90.
- Нефёдов Сергей, «Локомотив» М., ВВС: ЧМ-49,52, ЧЕ-50,51.

### О
- Олихвер Руслан, «Радиотехник» Р.: ОИ-92, ЧМ-90, КМ-89,91, МЛ-90,91,92, ЧЕ-91.

### П
- Паткин Владимир, ЦСКА: ОИ-72, ЧМ-70, ЧЕ-71.
- Панченко Юрий, «Локомотив» К.: ОИ-80,88, ЧМ-82,86, КМ-81,85, ЧЕ-79,81,83,85,87.
- Пентешкин Вадим, «Буревестник» М.: ЧЕ-67.
- Пименов Михаил, «Спартак» К.: ЧМ-49,52, ЧЕ-50,51.
- Полищук Анатолий, ЦСКА: ОИ-76, ЧМ-74,78, КМ-77, ЧЕ-75,77.
- Попов Игорь, «Шахтёр» Дц.: МЛ-91.
- Поярков Юрий, «Буревестник» Х.: ОИ-64,68,72, ЧМ-60,62,66, КМ-65,69, ЧЕ-63,67,71.
- Путятов Владимир, ЦСКА: ОИ-72, ЧМ-70.

### Р
- Райг Пээт.: «Калев» Таллин: ЧМ-70.
- Рева Константин, ЦДКА, ВВС, ЦДСА: ЧМ-49,52,56, ЧЕ-50,51,55.
- Россов Михаил, «Радиотехник» Р.: ЧМ-74.
- Рунов Игорь, ЦСКА: ОИ-88,92, ЧМ-86,90, КМ-89, МЛ-90,91,92, ЧЕ-87,91.

### С
- Саввин Владимир, ЦДКА/ЦДСА: ЧМ-49, ЧЕ-51.
- Савин Александр, ЦСКА: ОИ-76,80, ЧМ-78,82,86, КМ-77,81,85, ЧЕ-75,77,79,81,83,85.
- Самсонов Владимир, «Автомобилист» Л.: МЛ-90.
- Санакоев Владимир, «Буревестник» М.: ЧМ-66, КМ-65.
- Сапега Александр, ЦСКА: КМ-81, ЧЕ-81,83.
- Сапега Юрий, ЦСКА: ОИ-88, ЧМ-86,90, МЛ-91,92, ЧЕ-89,91.
- Сапрыкин Александр, «Автомобилист» Л.: ОИ-72, ЧМ-74, ЧЕ-71.
- Саурамбаев Жанбек, «Буревестник» А-А: ЧМ-66, КМ-65, ЧЕ-67.
- Седов Анатолий, «Динамо» М.: ЧЕ-50.
- Селиванов Павел, «Радиотехник» Р.: ОИ-76,80, ЧМ-78,82,86, КМ-77,81, ЧЕ-75,77,79,83.
- Сибиряков Эдуард, «Буревестник» Од., ЦСКА: ОИ-64,68, ЧМ-62, КМ-65,69, ЧЕ-63,67.
- Сидельников Виктор, «Автомобилист» Л.: ЧМ-90, МЛ-90, ЧЕ-83.
- Смирнов Александр, «Искра» Одинцово: ЧЕ-89.
- Смольянинов Герман, «Динамо» М.: ЧМ-52,56, ЧЕ-55,58.
- Смугилёв Олег, «Автомобилист» Л.: ЧМ-82, КМ-85, ЧЕ-85.
- Сороколет Александр, «Политехник» Од., ЦСКА: ОИ-88, ЧМ-82,86, КМ-85,89, ЧЕ-83,85,87,89.
- Старунский Юрий, ЦСКА: ОИ-72,76, ЧМ-70,74, ЧЕ-71,75.

### Т
- Терещук Борис, «Локомотив» К.: ОИ-68, ЧМ-70, КМ-69, ЧЕ-71.
- Титов Николай, ДО Р.: ЧЕ-55.
- Тищенко Иван, «Спартак» К.: ЧМ-56.

### У
- Уланов Владимир, МВТУ: ОИ-76, ЧМ-74, КМ-77, ЧЕ-75.
- Ульянов Владимир, ДО/ВММА Л.: ЧМ-49,52, ЧЕ-50,51.
- Унгурс Эдуард, «Буревестник» Од.: ЧМ-56.
- Ушаков Константин, «Радиотехник» Р.: ОИ-92, ЧМ-90, КМ-91, МЛ-91,92, ЧЕ-91.

### Ф
- Фасахов Нил, ЦСКМО/ЦСКА: ЧМ-56,60, ЧЕ-55,58.
- Филиппов Юрий, «Локомотив» К.: МЛ-91.
- Фомин Дмитрий, ЦСКА: ОИ-92, ЧМ-90, КМ-89,91, МЛ-90,91,92, ЧЕ-89,91.

### Х
- Худяков Юрий, «Спартак» Л.: ЧЕ-58.

### Ц
- Цахариас Франц, СКА А-А.: МЛ-92.
- Цирков Анатолий, «Буревестник» М.: ЧМ-62.

### Ч
- Чеботарёв Сергей, «Динамо» МО: МЛ-92.
- Чередник Юрий, «Автомобилист» Л./СП: ОИ-88,92, ЧМ-90, КМ-91, МЛ-90,91,92, ЧЕ-89,91.
- Черемисов Геннадий, ЦСКА: ЧЕ-87.
- Чернышёв Владимир, МВТУ: ОИ-76,80, ЧМ-74,78, КМ-77, ЧЕ-75,77,79,81.
- Чёрный Александр, ЦСКА: ЧЕ-87.
- Чесноков Юрий, ЦСКМО/ЦСКА: ОИ-64, ЧМ-60,62, ЧЕ-55,63
- Чигрин Руслан, «Автомобилист» Л.: МЛ-91.
- Чулак Ефим, СКА РД, ЦСКА: ОИ-72,76, ЧМ-74, ЧЕ-71,75.

### Ш
- Шаблыгин Марат, «Спартак» Л.: ЧМ-56, ЧЕ-58.
- Шадчин Александр, «Шахтёр» Дц.: ОИ-92, ЧМ-90, КМ-89,91, МЛ-90,91,92, ЧЕ-91.
- Шатунов Олег, «Автомобилист» Л./СП: ОИ-92, ЧМ-90, КМ-89,91, МЛ-90,91,92, ЧЕ-89,91.
- Шишкин Павел, ЦСКА: ОИ-92, МЛ-92.
- Шкурихин Владимир, «Динамо» МО: ОИ-88, ЧМ-82,86, КМ-81,85,89, ЧЕ-81,83,85,87,89.

### Щ
- Щагин Владимир, «Динамо» М.: ЧМ-49,52, ЧЕ-50,51.
- Щербаков Семён, ВВС, ЦСКМО: ЧМ-52,56, ЧЕ-55.

### Э
- Эйнгорн Анатолий, ДО Л.: ЧМ-49.

### Я
- Яковлев Евгений, ЦСКА: ЧМ-60.
- Якушев Алексей, «Динамо» М.: ЧМ-49,52, ЧЕ-50,51.

Сокращения в названиях городов и регионов: А-А — Алма-Ата, Б. — Баку, Вш. — Ворошиловград, Дц. — Донецк, К. — Киев, Л. — Ленинград, Луг. — Луганск, М. — Москва, МО — Московская область, Од. — Одесса, Р. — Рига, РД — Ростов-на-Дону, Тб. — Тбилиси, Х. — Харьков.